# مايك دويل
مايك دويل (بالإنجليزية: Mike Doyle)‏ (25 نوفمبر 1946 في المملكة المتحدة - 27 يونيو 2011 في المملكة المتحدة) هو لاعب كرة قدم بريطاني في مركز الوسط. شارك مع منتخب إنجلترا تحت 21 سنة لكرة القدم ومنتخب إنجلترا لكرة القدم. أما مع النوادي، فقد لعب مع بولتون واندررز وستوك سيتي ومانشستر سيتي ونادي روتشديل.

## مسيرته الكروية
لعب مايك دويل خلال مسيرته الاحترافية مع 4 أندية في اثنين وعشرين موسمًا وسجل خلالها 40 هدف ضمن 627 مباراة. حيث فاز في موسم واحد بالكأس وفي موسم واحد بالدوري.
خاض مايك دويل مسيرته مع نادي مانشستر سيتي في موسم 1963–64 ليلعب معه خمسة عشر موسمًا، مشاركًا في 448 مباراة سجل خلالها 32 هدفًا. ثم انتقل إلى نادي ستوك سيتي في موسم 1978–79 ليلعب معه أربعة مواسم، حيث شارك في 115 مباراة سجل خلالها 5 أهداف. لينتقل بعدها إلى نادي بولتون واندررز في موسم 1981–82 ولمدة موسمين، مشاركًا في 40 مباراة سجل خلالها هدفين. ثم انتقل إلى نادي روتشديل في موسم 1983–84 لمدة موسم واحد، مشاركًا في 24 مباراة سجل خلالها هدفًا واحدًا.

## وصلات خارجية
- مايك دويل على موقع قاعدة بيانات كرة القدم.إي يو (الإنجليزية)
- مايك دويل على موقع ناشيونال فوتبول تيمز (الإنجليزية)